# Тангар строкатий
Танга́р строкатий (Cissopis leverianus) — вид горобцеподібних птахів родини саякових (Thraupidae). Мешкає в Південній Америці. Вид названий на честь англійського колекціонера Аштона Левера. Це єдиний представник монотипового роду Строкатий тангар (Cissopis).

## Опис

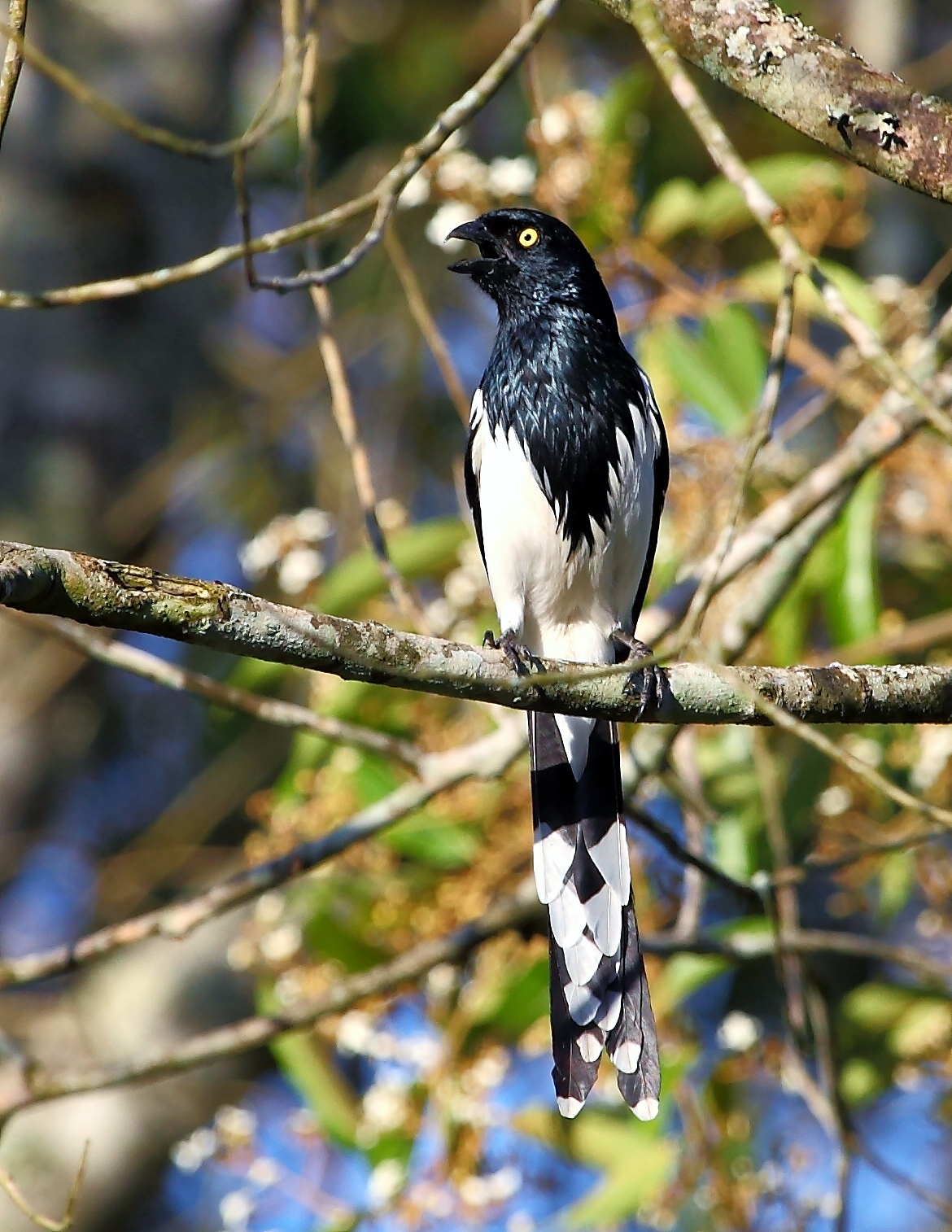
Строкатий тангар (штат Сан-Паулу, Бразилія)

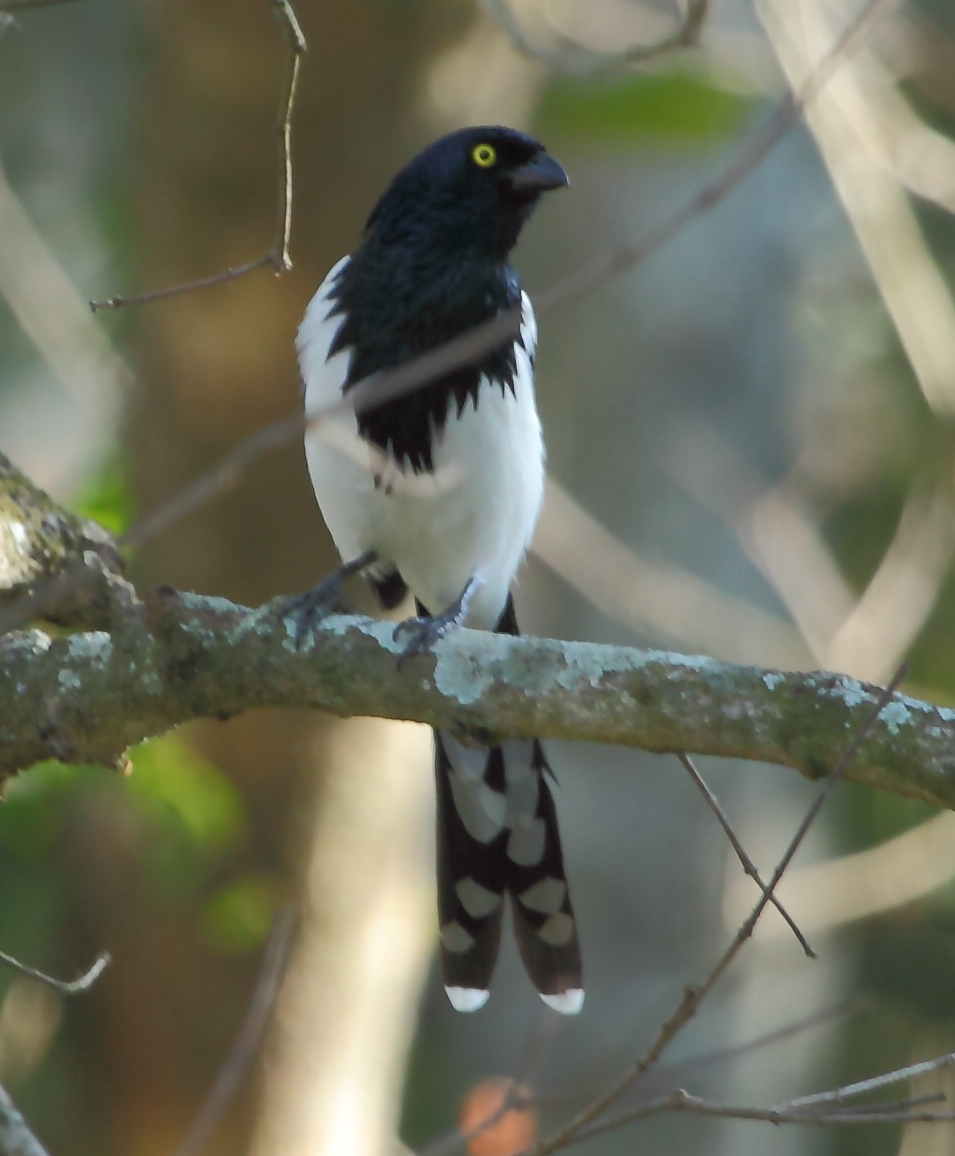
Строкатий тангар

Строкаті тангари є найбільшеми представниками родини саякових, їх довжина становить 25-30 см, враховуючи довгий хвіст. Самці важать 76 г, самиці 67,5 г. Забарвлення строкате, чорно-біле. Голова, горло і груди синювато-чорні, живіт і боки білі. Крила і довгий, східчастий хвіст чорні, стернові пера мають широкі білі кінчики. Райдужки жовті, дзьоб короткий, чорний, лапи чорнуваті. Представники підвиду C. l. major мають більші розміри, ніж представники номінативного підвиду, спина у них більш чорна.

## Підвиди
Виділяють два підвиди:
- C. l. leverianus (Gmelin, JF, 1788) — від східної Колумбії до південно-східної Венесуели, Гаяни, північної Болівії і Бразильської Амазонії;
- C. l. major Cabanis, 1851 — південно-сідна Бразилія, східний Парагвай і північно-східна Аргентина (Місьйонес).

## Поширення і екологія
Строкаті саяки мешкають в Колумбії, Венесуелі, Гаяні, Суринамі, Французькій Гвіані, Еквадорі, Перу, Болівії, Бразилії, Аргентині і Парагваї. Вони живуть в кронах вологих рівнинних і гірських тропічних лісів, на узліссях і галявинах, в садах і на плантаціях. Уникають посушливих районів. Зустрічаються парами або зграями до 10 птахів, переважно на висоті до 1200 м над рівнем моря. Іноді приєднуються до змішаних зграй птахів. Живляться насінням, плодами і комахами. Гніздо чашоподібне, робиться з трави, листя та іншого рослинного матерілу, розміщується низько на дереві або в чагарниках. В кладці 2 яйця. Інкубаційний період триває 12-18 днів.